# Stanfield (Engeland)
Stanfield is een civil parish in het bestuurlijke gebied Breckland, in het Engelse graafschap Norfolk met 162 inwoners.